# بخش مالاپورام
بخش مالاپورام (به انگلیسی: Malappuram district) یک منطقهٔ مسکونی در هند است که در کرالا واقع شده‌است. بخش مالاپورام ۳٬۵۵۴ کیلومتر مربع مساحت و ۴٬۴۹۴٬۹۹۸ نفر جمعیت دارد.